# Basílica de Sant Marc
La basílica de Sant Marc (en italià: Basilica di San Marco, en vènet: Baxéłega de San Marco) és l'església principal de Venècia, de gran importància religiosa, històrica i, ara, turística.

## Història

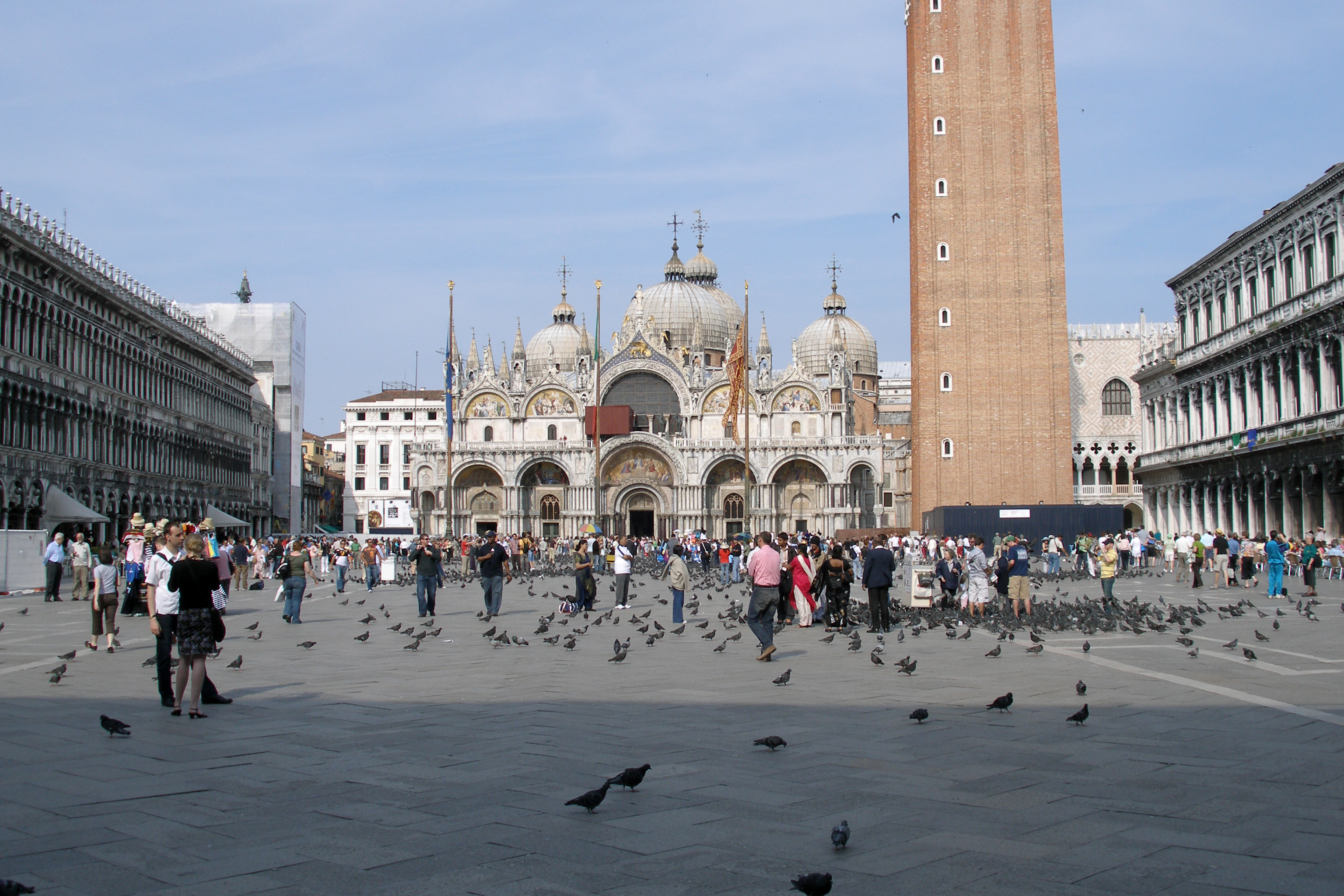
Basílica de Sant Marc

Una primera església es va aixecar en aquest lloc el 828/829 per allotjar dignament el cos de sant Marc (evangelista), les relíquies del qual havien estat portades, segons sembla, d'Alexandria. A més de la devoció al cos del sant, la basílica estava estretament vinculada a l'autoritat dels duxs. Aquella primitiva església va acabar incendiada el 976 i refeta amb rapidesa. La devoció a les relíquies havia popularitzat el lloc; aquest fet, juntament amb l'augment de la potència econòmica de Venècia, va permetre, el 1063, l'inici de la construcció de la basílica actual. Deu anys després ja era acabada, però la seva decoració va anar enriquint-se en el decurs dels anys amb la intervenció de la ciutat, que també resultava afavorida per la protecció del mateix patró: sant Marc.

## Exterior

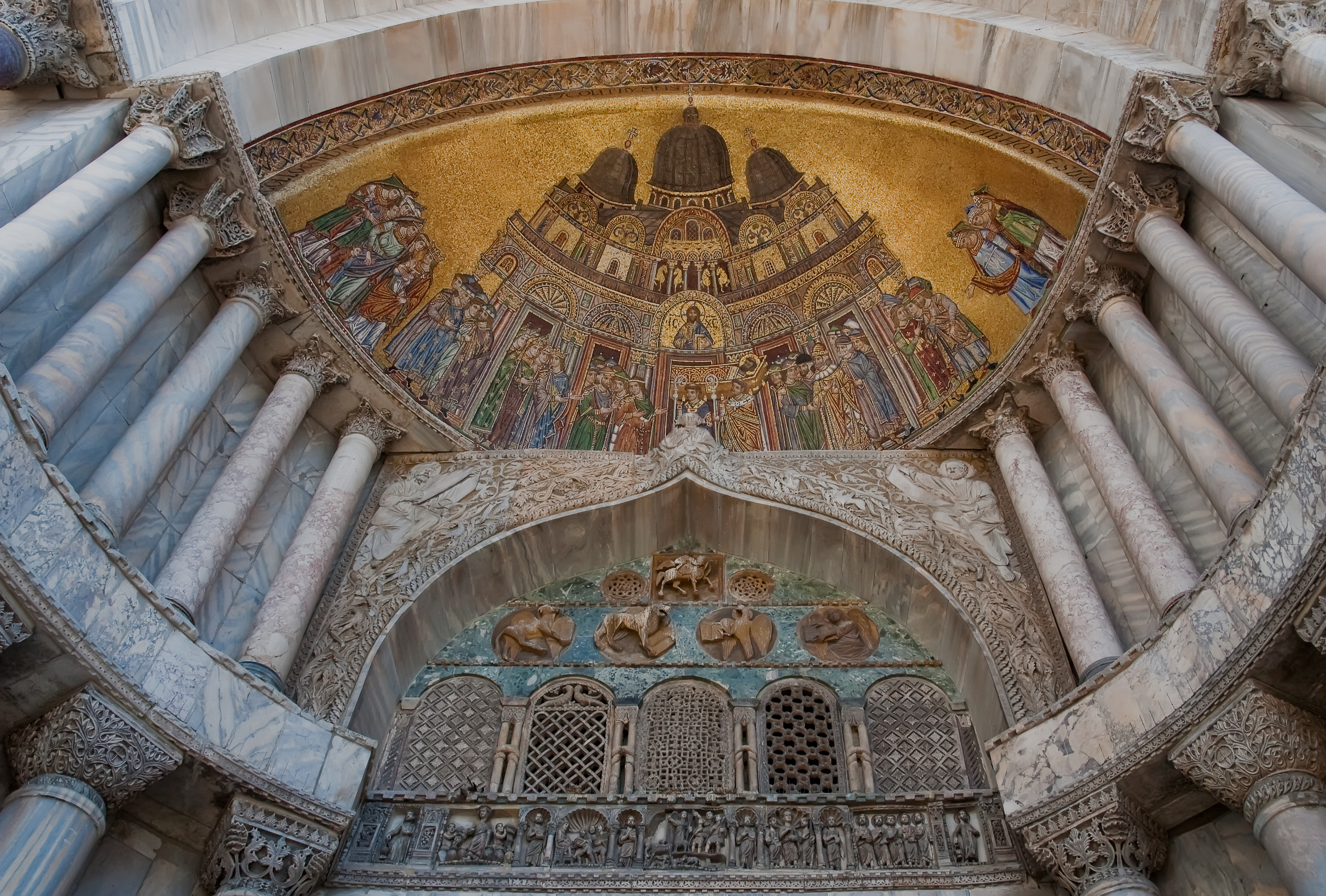
Mosaic del portal de San Alipio

Exteriorment, l'església presenta una sèrie de cinc portals, sota cinc arcades decorades en diverses èpoques. D'aquestes portes, cal esmentar especialment la primera de l'esquerra (anomenada de San Alipio), que encara conserva un bell mosaic del segle xiii, que curiosament representa la mateixa basílica de l'època. Sobre els portals corre una terrassa on es troben les reproduccions dels cavalls de Sant Marc, fets de bronze daurat que ara es conserven a l'interior de la basílica. L'església està rematada per una sèrie de cúpules revestides de plom i que caracteritzen l'edifici.
A la dreta de la basílica (és a dir, al sud) es troba la Piazzetta di San Marco. Encastats a l'edifici, es poden veure les figures en pòrfir dels tetrarques; al seu costat unes columnes siríaques, del segle vi, que es van portar a Venècia al segle xii, des de Sant Joan d'Acre. La façana nord (a la Piazzetta dei Leoncini) és la més recent i s'hi pot veure una bona mostra d'elements arquitectònics de la primitiva església encastats als murs.
El nàrtex, amb forma de ela, està revestit de marbres policroms. Les voltes presenten una esplèndida decoració amb mosaic, de diferents èpoques; hi destaquen els corresponents al segle xiii per la seva antiguitat i particular bellesa (el més antic és el mosaic de la Creació).

## Interior
L'interior mostra un ambient característic, que li és donat per la seva arquitectura, de planta de creu grega, i les cúpules íntegrament recobertes de mosaics amb fons d'or. Hi ha unes galeries elevades, suportades per columnes, que conformen unes tribunes estretes que hom diu que eren reservades antigament a les dones. El paviment del segle xii mostra també una bella decoració en mosaic.
Del seu mobiliari, destaca particularment el retaule d'or (la Pala d'Oro) de l'altar major, una extraordinària peça d'orfebreria amb elements ben antics (segle v) i d'altres de posteriors. La configuració actual li fou donada el 1345.
El tresor mostra, entre d'altres, una excepcional sèrie de peces procedents de Constantinoble. Des del nàrtex, es pot accedir al nivell superior, on hi ha un museu on es conserven els originals dels cavalls de Sant Marc que es van portar de l'hipòdrom de Constantinoble.

### Mosaic de la Creació

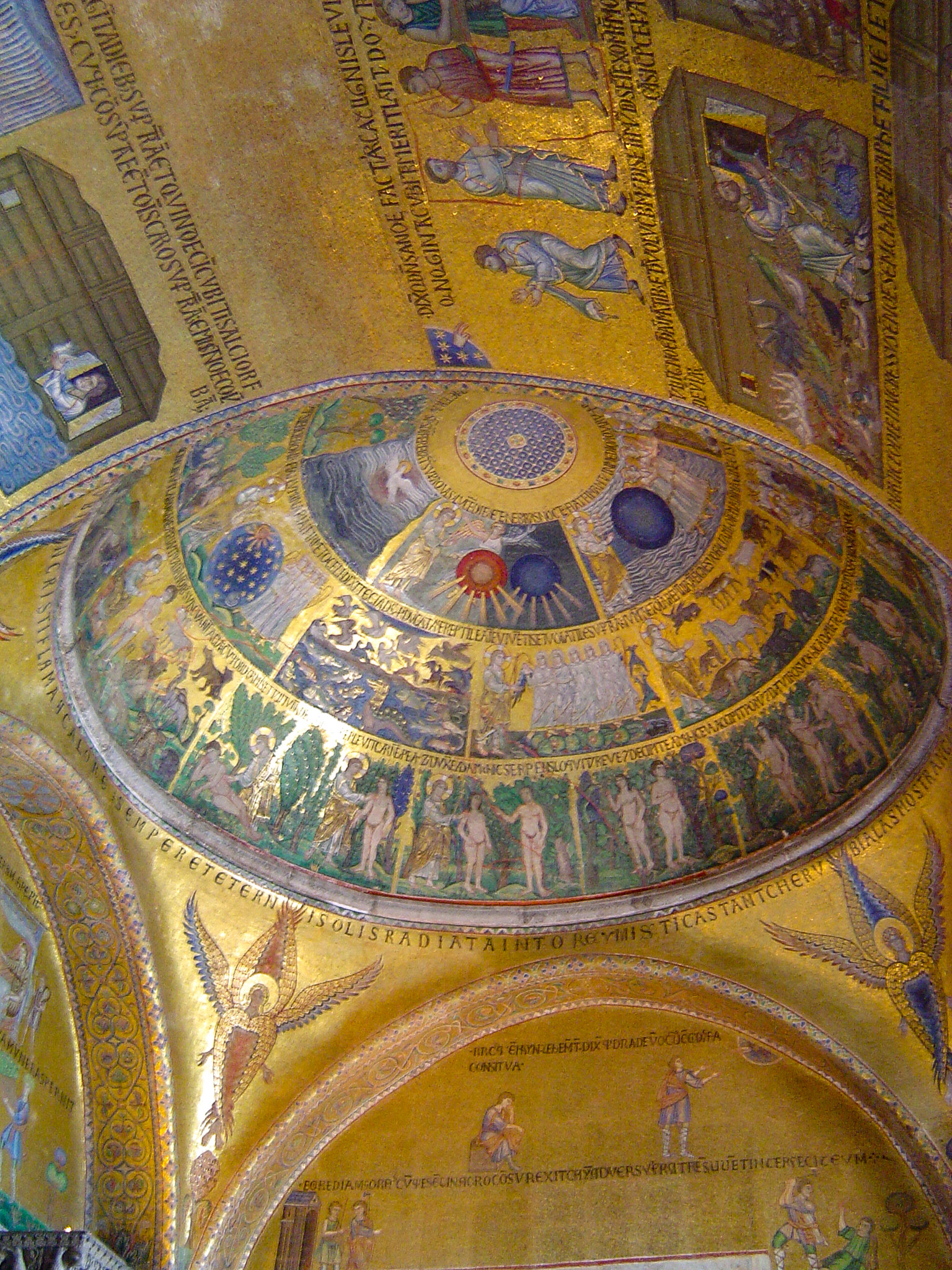
Creació, nàrtex de la basílica

La basílica destaca especialment per la quantitat de mosaics que adornen el seu interior. Entre aquests mosaics, representació típica de l'art romà d'Orient, es troba el mosaic de la Creació. El mosaic de la Creació, d'estil romà d'Orient i ubicat al nàrtex nord de la basílica, fou compost al segle xiii.
L'obra embelleix una cúpula en el nàrtex nord de l'església; aquest té la peculiaritat de reunir les escenes principals del Pentateuc, nom del conjunt dels cinc primers llibres de la Bíblia, des de la creació fins a la història de Moisès. Aquest conjunt de mosaics es van anar realitzant al llarg del segle xiii.
El mosaic de la Creació fou construït juntament amb les representacions de la història de Caín i Abel, i de Noé. Varen finalitzar-se l'any 1220.
Tot aquest conjunt de mosaics forma part del cicle iconogràfic dedicat a l'Antic Testament, que avança d'esquerra a dreta ocupant totes les cúpules del nàrtex. Totes les escenes tenen com a punt en comú fer esment de l'aliança de Déu amb els humans, des de la creació fins a Moisès.

#### Orígens
Una dada sobre quin model va escollir l'autor per crear les escenes bíbliques, fou el de les il·luminacions extretes de la Bíblia que es coneix amb el nom de Cotton. Aquesta Bíblia fou escrita i il·lustrada en els segles v–vi i el seu origen és d'estil oriental (Constantinoble o Alexandria); actualment es troba al Museu Britànic de Londres.

#### Característiques
Un dels trets característics dels mosaics, i de l'art romà d'Orient, és la representació que es fa de Déu, que apareix en forma d'home jove, que molts poden identificar amb Jesucrist, com a signe de la nova aliança. El mosaic de la Creació és format per tres cercles concèntrics, a l'entorn d'un espai buit (a diferència del tapís de la Creació de Girona, l'interior del qual és ocupat pel pantocràtor).
- Primer cercle: està ocupat per cinc escenes; parla dels tres primers dies de la creació.
- Segon cercle: està ocupat per vuit escenes que narren des de la creació dels astres fins a la creació de l'ésser humà, i el setè dia, on es representa Déu-Crist entronitzat i atorgant la benedicció a tota la creació, que se li sotmet.
- Tercer cercle: parla de la creació de la dona, del pecat d'Adam i Eva, i la sortida del paradís.